# Iris Meder
Iris Meder (* 1965 in Pforzheim; † 5. November 2018 in Wien) war eine deutsch-österreichische Architekturhistorikerin, Kunsthistorikerin, Journalistin, Kunstkritikerin und Kuratorin.

## Leben
Ihre Mutter Inge (* 1928) und ihre Großeltern mütterlicherseits stammten aus Brno, ihr Vater Anton Meder (1925–2014) und ihre Großeltern väterlicherseits waren aus Krčedin. Iris Meder wuchs in Niefern auf und hatte zwei älteren Schwestern. Sie legte das Abitur 1984 am Hilda-Gymnasium Pforzheim ab. Da sie Innenarchitektur studieren wollte, absolvierte sie anschließend ein Praktikum. Sie entschied sich dann jedoch, von 1985 bis 1993 Kunstgeschichte sowie Allgemeine und Vergleichende Literaturwissenschaft an der Universität Stuttgart sowie der Universität Wien zu studieren. Ihre Magisterarbeit verfasste sie zum Thema „Josef Franks Wiener Einfamilienhäuser“. Seit 1994 war sie als freie Journalistin im Kunst-, Kultur- und Architekturbereich tätig. Sie schrieb u. a. für die Zeitungen und Zeitschriften Der Standard, NZZ, Kurier, Die Presse, Parnass, Architektur Aktuell, Dérive (Redaktionsmitglied von 2002 bis 2018) und Falter. Mit einem Promotionsstipendium der Landesgraduiertenförderung Baden-Württemberg setzte sie in den Jahren von 1996 bis 1998 ihre Studien fort und legte im Jahr 2001 die Dissertation „Offene Welten – Die Wiener Schule im Einfamilienhausbau 1910–1938“ an der Universität Stuttgart vor.
Meder wirkte ab 2005 als Kuratorin für Ausstellungen im Wien Museum und im Jüdischen Museum, darunter Moderat modern (2005), Oskar Strnad 1879-1935 (2007) und Helena Rubinstein – Die Schönheitsfinderin (2018). Sie initiierte internationale Symposien, trat als Rednerin auf und war Buchautorin. Sie war Mitglied und Vorstandsmitglied der Österreichischen Gesellschaft für Architektur (ÖGFA) sowie Mitglied im Verein für Geschichte der Stadt Wien. Als Gutachterin für das Bundesdenkmalamt erreichte Meder, dass ein 1935 nach dem Entwurf von Erich Boltenstern errichtetes Restaurant am Wiener Kahlenberg unter Denkmalschutz gestellt und vor dem Abbruch bewahrt und restauriert wurde.
Der besondere Schwerpunkt ihrer Forschung lag auf der „Zweiten Wiener Moderne“ mit Protagonisten wie Oskar Strnad, Josef Frank, Oskar Wlach und Margarete Schütte-Lihotzky sowie ihrer jüdischstämmigen Klientel. Sie setzte sich dabei auch mit weiblichen Planerinnen und Auftraggeberinnen auseinander, die vorher wenig Beachtung gefunden hatten.
Privat begeisterte sie sich für Swing und Jazz aus Polen, der CSSR sowie der DDR nach dem Zweiten Weltkrieg.
Ihr persönliches Archiv wurde von der ÖGFA übernommen.

## Publikationen

### Monografien
- mit Danielle Spera (Hrsg.): Helena Rubinstein. Die Schönheitserfinderin. Pioneer of Beauty. (zweisprachig),  Amalthea Signum Verlag, 2018. ISBN 978-3-99050-111-5
- mit Sebastian Hackenschmidt, Ákos Moravánszky: Post Otto Wagner. Von der Postsparkasse zur Postmoderne. Ausstellungskatalog Museum für angewandte Kunst (Wien) 2018, Wiener Postsparkasse, Birkhäuser Verlag, Basel 2018, ISBN 978-3-0356-1685-9.
- mit Theresia Hauenfels, Andrea Nussbaum: Architekturlandschaft Niederösterreich – 1848 bis 1918. Lower Austria – the architectural landscape 1848 to 1918. Fotografien von Andreas Buchberger, Hrsg. Architekturnetzwerk Niederösterreich ORTE, Verlag Scheidegger und Spiess, 2017, ISBN 978-3-03860-048-0.
- mit Herbert Fechter: Jeder Wiener war schon dort. Die Wiener Stadthalle zwischen Eisrevue und Songcontest. Englische Übersetzung von Magdalena Lueger-Kaltenecker, Metroverlag, Wien 2015, ISBN 978-3-99300-235-0.
- mit Azra Charbonnier, Suzanne Kříženecký, Gabriele Ruff (Hrsg.): Lifting the curtain: Architekturnetzwerke in Mitteleuropa, Müry Salzmann, Salzburg / Wien / Berlin, 2015. ISBN 978-3-99014-116-8
- mit Tano Bojankin, Christopher Long für das IPTS (Hrsg.): Josef Frank. Schriften/Writings (Deutsch/Englisch); 2 Bände/2 Volumes, Metroverlag, Wien 2012. ISBN 978-3-85409-869-0
- mit Andrea Winklbauer für das IPTS und das JMW (Hrsg.): Vienna’s Shooting Girls – Jüdische Fotografinnen aus Wien, Metroverlag, Wien, 2012. ISBN 978-3-99300-089-9
- Badefreuden. Bäder in Mitteleuropa, für das IPTS (Hrsg.), Metroverlag, Wien, 2011. ISBN 978-3-9930005-1-6
- Politische Architektur im Freihausviertel, Tagungsband, Paradigmenwechsel, Tagung des österreichischen Kunsthistorikerverbandes 2009, Wien, 2011.
- mit Florian Matzner, Susanne Witzgall (Hrsg.): (re)designing nature, Hatje Cantz, Ostfildern, 2011. ISBN 978-3-7757-2799-0
- mit Judith Eiblmayr: Haus Hoch. Das Hochhaus Herrengasse und seine berühmten Bewohner, Metroverlag, Wien, 2009. ISBN 978-3-902517-92-0
- mit Felicitas Konečny, Alexander Williams (Hrsg.): Architekturstadtplan Wien, Wien, 2009.
- mit Lilli Lička, Ulrike Krippner, Barbara Bacher (Hrsg.): Landschaftsarchitektur in Österreich zwischen 1912 und 1945, Institut für Landschaftsarchitektur der Universität für Bodenkultur Wien, 2009.
- als Herausgeberin: Josef Frank 1885–1967 – Eine Moderne der Unordnung, Verlag Anton Pustet, Salzburg / Wien / München, 2008. ISBN 978-3-7025-0581-3
- mit Evi Fuks: Oskar Strnad 1879–1935, Verlag Anton Pustet Salzburg / Jüdisches Museum Wien, Verlag Anton Pustet, Salzburg / München, 2007. ISBN 978-3-7025-0553-0
- mit Judith Eiblmayr (Hrsg.): Moderat modern. Erich Boltenstern und die Baukultur nach 1945, Wien Museum, Verlag Anton Pustet, Salzburg / Wien, 2005. ISBN 978-3-7025-0512-7
- Offene Welten. Die Wiener Schule im Einfamilienhausbau 1910–1938. Dissertation, Hochschulschrift Drei Bände, Institut für Kunstgeschichte der Universität Stuttgart, 2004. Zusammenfassung und Digitalisat

### Aufsätze
- mit Ulrike Krippner: Zwischen Staudenbeet und Reißbrett. Jüdische Wiener Gartenarchitektinnen in der Ersten in: zoll+ 16. Juni 2010, S. 59–63 Digitalisat